# Dacha Joukova
Daria (Dacha) Alexandrovna Joukova (en russe : Дарья Александровна Жукова, en transcription anglaise : Darya Alexandrovna Zhukova), née le 8 juin 1981 à Moscou, est une entrepreneure, philanthrope, styliste et éditrice du magazine Garage.

## Biographie
Son père, Alexandre Joukov (né Radkine), fit fortune dans le pétrole et sa mère était spécialiste de la biologie moléculaire. Ses parents se sont séparés quand elle avait trois ans. Sa mère a reçu une invitation des États-Unis et a emmené Daria à Santa Barbara. À l'âge de 16 ans, Joukova a déménagé chez son père à Londres, où elle a étudié au London's College of Naturopathic Medicine.
En 2008, elle ouvre le Garage Center for Contemporary Culture à Moscou, un centre d'exposition d'art contemporain,.
En 2009, elle devient éditeur-en-chef du magazine britannique Pop, mais démissionne deux ans plus tard. Dans la foulée, elle lance le magazine de mode qui porte le même nom que son centre d'art contemporain, Garage.
En janvier 2014, elle fait scandale sur les réseaux sociaux après la diffusion d'une photo d'elle posant assise sur un fauteuil transformé en femme noire à moitié nue et attachée (œuvre de l'artiste norvégien Bjarne Melgaard).

## Vie privée
Elle fut la compagne du champion de tennis Marat Safine, dont elle s'est séparée en 2005.
Elle est la compagne de Roman Abramovitch, avec qui elle a deux enfants: un garçon, Aaron Alexander (né en décembre 2009), et une fille, Leah Lou (née en avril 2013). Ils se sont mariés en 2009 mais ont caché ce mariage à la presse et au public pendant 6 ans.
En août 2017, Joukova et Abramovitch ont annoncé qu'ils se sépareraient.
Le 11 octobre 2019, Joukova est devenue l'épouse de Stavros Niarchos II, fils de Philip Niarchos (en) et petit-fils de Stávros Niárchos, lors d'une cérémonie civile à Paris, en France. En 2021, le couple a eu un fils, Philip, qui porte le nom de son grand-père.
En décembre 2023, les médias ont annoncé que Dasha Joukova et Stavros Niarchos II attendaient un bébé,. Joukova n’a pas encore fait de déclaration officielle sur cette information.
Le beau-père de Dacha Joukova est Rupert Murdoch, qui a épousé sa mère Elena Joukova le 1er juin 2024,,.